# The Prostate
The Prostate (en español, La próstata) es una revista médica revisada por pares dedicada a la anatomía, fisiología y patología de la glándula prostática. Actualmente (2022) el jefe de redacción es Samuel Denmeade, profesor de oncología y urología en la Universidad Johns Hopkins.